# Gift Mphande
Gift Prosper Mphande (Lusaka, 19 novembre 2003) è un calciatore zambiano, difensore dell'Hapoel Rishon LeZion e della nazionale zambiana.

## Carriera

### Club
Mphande ha iniziato la sua carriera con l'Atletico Lusaka nello Zambia. Il 22 agosto 2023 è stato ceduto in prestito all'Hapoel Rishon LeZion con cui ha debuttato il due giorni dopo nell'incontro di Liga Leumit vinto 1-0 contro l'Ihud Bnei Shefa-'Amr.

### Nazionale
Ha debuttato con la nazionale zambiana il 21 novembre 2023 giocando titolare l'incontro di qualificazione per il campionato mondiale 2026 vinto 1-0 contro il Niger. È stato successivamente incluso nella lista dei convocati per la Coppa d'Africa 2023.

## Statistiche

### Presenze e reti nei club
Statistiche aggiornate al 13 gennaio 2023.
| Stagione        | Squadra              | Campionato      | Campionato | Campionato | Coppe nazionali | Coppe nazionali | Coppe nazionali | Coppe continentali | Coppe continentali | Coppe continentali | Altre coppe | Altre coppe | Altre coppe | Totale | Totale | Totale |
| Stagione        | Squadra              | Comp            | Pres       | Reti       | Comp            | Pres            | Reti            | Comp               | Pres               | Reti               | Comp        | Pres        | Reti        | Pres   | Reti   |        |
| --------------- | -------------------- | --------------- | ---------- | ---------- | --------------- | --------------- | --------------- | ------------------ | ------------------ | ------------------ | ----------- | ----------- | ----------- | ------ | ------ | ------ |
| 2023-2024       | Hapoel Rishon LeZion | LL              | 13         | 0          | CI+TC           | 0               | 0               |                    | -                  | -                  |             | -           | -           | 13     | 0      |        |
| Totale carriera | Totale carriera      | Totale carriera | 13         | 0          |                 | 0               | 0               |                    | -                  | -                  |             | -           | -           | 13     | 0      |        |

### Cronologia presenze e reti in nazionale
| Cronologia completa delle presenze e delle reti in nazionale ― Zambia | Cronologia completa delle presenze e delle reti in nazionale ― Zambia | Cronologia completa delle presenze e delle reti in nazionale ― Zambia | Cronologia completa delle presenze e delle reti in nazionale ― Zambia | Cronologia completa delle presenze e delle reti in nazionale ― Zambia | Cronologia completa delle presenze e delle reti in nazionale ― Zambia | Cronologia completa delle presenze e delle reti in nazionale ― Zambia | Cronologia completa delle presenze e delle reti in nazionale ― Zambia |
| Data                                                                  | Città                                                                 | In casa                                                               | Risultato                                                             | Ospiti                                                                | Competizione                                                          | Reti                                                                  | Note                                                                  |
| --------------------------------------------------------------------- | --------------------------------------------------------------------- | --------------------------------------------------------------------- | --------------------------------------------------------------------- | --------------------------------------------------------------------- | --------------------------------------------------------------------- | --------------------------------------------------------------------- | --------------------------------------------------------------------- |
| 21-11-2023                                                            | Marrakech                                                             | Niger                                                                 | 2 – 1                                                                 | Zambia                                                                | Qual. Mondiali 2026                                                   | -                                                                     | 67’                                                                   |
| 23-3-2024                                                             | Lilongwe                                                              | Zambia                                                                | 2 – 2 (5 – 6 dtr)                                                     | Zimbabwe                                                              | Amichevole                                                            | -                                                                     | 46’                                                                   |
| 26-3-2024                                                             | Lilongwe                                                              | Malawi                                                                | 1 – 2                                                                 | Zambia                                                                | Amichevole                                                            | -                                                                     |                                                                       |
| 7-6-2024                                                              | Agadir                                                                | Marocco                                                               | 2 – 1                                                                 | Zambia                                                                | Qual. Mondiali 2026                                                   | -                                                                     | 43’                                                                   |
| 11-6-2024                                                             | Ndola                                                                 | Zambia                                                                | 0 – 1                                                                 | Tanzania                                                              | Qual. Mondiali 2026                                                   | -                                                                     |                                                                       |
| 6-9-2024                                                              | Bouaké                                                                | Costa d'Avorio                                                        | 2 – 0                                                                 | Zambia                                                                | Qual. Coppa d'Africa 2025                                             | -                                                                     | 33’                                                                   |
| 15-10-2024                                                            | Yaoundé                                                               | Ciad                                                                  | 0 – 1                                                                 | Zambia                                                                | Qual. Coppa d'Africa 2025                                             | -                                                                     | 60’                                                                   |
| 15-11-2024                                                            | Ndola                                                                 | Zambia                                                                | 1 – 0                                                                 | Costa d'Avorio                                                        | Qual. Coppa d'Africa 2025                                             | -                                                                     |                                                                       |
| 19-11-2024                                                            | Monrovia                                                              | Sierra Leone                                                          | 0 – 2                                                                 | Zambia                                                                | Qual. Coppa d'Africa 2025                                             | -                                                                     | 90+2’                                                                 |
| 25-3-2025                                                             | Mosca                                                                 | Russia                                                                | 5 – 0                                                                 | Zambia                                                                | Amichevole                                                            | -                                                                     |                                                                       |
| Totale                                                                |                                                                       | Presenze                                                              | 10                                                                    |                                                                       | Reti                                                                  | 0                                                                     |                                                                       |